# عيشة
عيشة  بلده سوريّة تتبع إداريّاً لمحافظة حلب منطقة الباب ناحية تادف، بلغ تعداد سكانها 18.250نسمة حسب التعداد السكاني لعام 2025.